# Estoril Open 2012
L'Estoril Open 2012  è stata la 23ª edizione del torneo Estoril Open, facente parte dell'ATP World Tour 250 series nell'ambito dell'ATP World Tour 2012 e della International nell'ambito del WTA Tour 2012. All'evento hanno preso parte sia uomini che donne, e si è giocato sulla terra rossa dell'Estádio Nacional a Oeiras in Portogallo, dal 30 aprile al 6 maggio 2012.

## Partecipanti ATP

### Teste di serie
| Nazione     | Giocatore             | Ranking | Testa di serie* |
| ----------- | --------------------- | ------- | --------------- |
| Argentina   | Juan Martín del Potro | 10      | 1               |
| Francia     | Richard Gasquet       | 18      | 2               |
| Svizzera    | Stan Wawrinka         | 22      | 3               |
| Spagna      | Albert Ramos Viñolas  | 43      | 4               |
| Uzbekistan  | Denis Istomin         | 44      | 5               |
| Paesi Bassi | Robin Haase           | 45      | 6               |
| Spagna      | Albert Montañés       | 69      | 7               |
| Italia      | Flavio Cipolla        | 70      | 8               |

* Ranking al 23 aprile 2012.

### Altri partecipanti
I seguenti giocatori hanno ricevuto una wild card per il tabellone principale: 
- Gastão Elias
- João Sousa
- Pedro Sousa

I seguenti giocatori hanno ricevuto uno special exempt per il tabellone principale:
- Attila Balasz

I seguenti giocatori sono passati dalle qualificazioni:

- Iñigo Cervantes-Huegun
- Javier Martí
- Daniel Muñoz de la Nava
- Iván Navarro

## Partecipanti WTA

### Teste di serie
| Nazione   | Giocatrice              | Ranking | Testa di serie* |
| --------- | ----------------------- | ------- | --------------- |
| Italia    | Roberta Vinci           | 18      | 1               |
| Russia    | Marija Kirilenko        | 20      | 2               |
| Spagna    | Anabel Medina Garrigues | 26      | 3               |
| Rep. Ceca | Petra Cetkovská         | 30      | 4               |
| Cina      | Zheng Jie               | 32      | 5               |
| Estonia   | Kaia Kanepi             | 33      | 6               |
| Russia    | Nadia Petrova           | 34      | 7               |
| Germania  | Mona Barthel            | 35      | 8               |

* Ranking al 23 aprile 2012.

### Altre partecipanti
Le seguenti giocatrici hanno ricevuto una wild card per il tabellone principale:
- Nina Bratčikova
- Maria João Koehler
- Bárbara Luz

Le seguenti giocatrici sono passate dalle qualificazioni:

- Heather Watson
- Karin Knapp
- María-Teresa Torró-Flor
- Kristina Barrois

## Punti e montepremi
Il montepremi complessivo è di 398.250 € per il torneo ATP e di 220.000$ per il torneo WTA.
| Torneo              | Torneo              | V      | F      | SF     | QF     | 2T    | 1T    | Q  | Q3  | Q2  | Q1  |
| Singolare maschile  | Punti               | 250    | 150    | 90     | 45     | 20    | 0     | 12 | 6   | 0   | 0   |
| Singolare maschile  | Premi in denaro (€) | 71.900 | 37.860 | 20.510 | 11.685 | 6.885 | 4.080 | –  | 660 | 315 | 0   |
| Doppio maschile     | Punti               | 250    | 150    | 90     | 45     | 0     | –     | –  | –   | –   | –   |
| Doppio maschile     | Premi in denaro (€) | 21.800 | 11.480 | 6.220  | 3.560  | 2.090 | –     | –  | –   | –   | –   |
| Singolare femminile | Punti               | 280    | 200    | 130    | 70     | 30    | 1     | 16 | 10  | 6   | 1   |
| Singolare femminile | Premi in denaro ($) | 37.000 | 19.000 | 10.200 | 5.340  | 2.950 | 1.725 | –  | 860 | 460 | 265 |
| Doppio femminile    | Punti               | 280    | 200    | 130    | 70     | 1     | –     | –  | –   | –   | –   |
| Doppio femminile    | Premi in denaro ($) | 11.000 | 5.750  | 3.100  | 1.650  | 860   | –     | –  | –   | –   | –   |

## Campioni

### Singolare maschile
Juan Martín del Potro ha sconfitto in finale  Richard Gasquet per 6-4, 6-2.
- È l'undicesimo titolo in carriera per Del Potro, il secondo nel 2012.

### Singolare femminile
Kaia Kanepi ha sconfitto in finale  Carla Suárez Navarro per 3-6, 7–6(6), 6-4.
- È il terzo titolo in carriera per la Kanepi, il secondo nel 2012.

### Doppio maschile
Aisam-ul-Haq Qureshi /  Jean-Julien Rojer hanno sconfitto in finale  Julian Knowle /  David Marrero per 7-5, 7-5.

### Doppio femminile
Chuang Chia-jung /  Zhang Shuai hanno sconfitto in finale  Jaroslava Švedova /  Galina Voskoboeva per 4-6, 6-1, [11-9].